# ایوری (آیداهو)
ایوری (به انگلیسی: Avery) یک منطقهٔ مسکونی در ایالات متحده آمریکا است که در آیداهو واقع شده‌است. ایوری ۲۵ نفر جمعیت دارد و ۷۵۷٫۷۴ متر بالاتر از سطح دریا واقع شده‌است.